# Носса-Сеньора-да-Граса (Низа)
Носса-Сеньора-да-Граса (порт. Nossa Senhora da Graça) — район (фрегезия) в Португалии, входит в округ Порталегре. Является составной частью муниципалитета Низа. По старому административному делению входил в провинцию Алту-Алентежу. Входит в экономико-статистический субрегион Алту-Алентежу, который входит в Алентежу. Население составляет 1573 человека на 2001 год. Занимает площадь 37,38 км².